# Дім кіно
«Дім кіно» (рос. Дом кино) — російський телеканал, що транслює фільми та серіали російського та радянського виробництва. Мовлення здійснюється цілодобово. Телеканал входить до пакету тематичних каналів «Цифрова телеродина». 15 листопада 2016 року телеканал перейшов на формат мовлення 16:9.
У серпні—вересні 2020 року, у зв'язку із закінченням контракту компанії з кіностудією «Мосфільм» (права на показ фільмів цієї кіностудії були передані новому телеканалу «Мосфільм. Золота колекція» компанії «Цифрове телебачення»), телеканал уклав довгострокові контракти з кіностудією імені Горького та кіностудією «Ленфільм».

## Про канал
Мовлення телеканалу почалося над Росії, а території США у грудні 2005 року у платформі супутникового оператора DirecTV.
З моменту запуску та до початку 2013 року телеканал мовив без реклами. Виняток становили проморолики телеканалів, що входять до пакету «Цифрова телеродина».
З січня 2013 року на телеканалі показується комерційна реклама. Продавцем реклами до грудня 2014 року виступала компанія «Відео Інтернешнл».
З 28 листопада 2020 року транслюються фільми Європейського виробництва, але в міжнародній версії каналу, яка транслюється на країни СНД, Європи та США, ці фільми замінюються на радянські та російські, але на даний час ця заміна не присутня.
Крім фільмів та серіалів на телеканалі, існує коротка програма власного виробництва «Вікно в кіно» про історію російського кінематографа. Тривалість кожного випуску варіюється від 1 до 3 хвилин. Усього знято понад 300 випусків цієї програми, показ цієї програми наразі припинено.
З 2023 року, щодня транслює (крім нічного часу) мультфільми «Три богатиря» та «Іван Царевич і Сірий Вовк» вранці і вдень, а ввечері транслюють серіал «Свати» і так щодня, крім вихідних.

## Логотипи
Телеканал змінив 4 логотипи.  Нинішній — п'ятий за рахунком. Всі логотипи розташовані у верхньому правому куті, але іноді переміщається в лівий верхній кут.
| Логотип | Опис |
| ------- | --- |
|         | З 1 грудня 2005 по 8 серпня 2006 року логотип було слово «Dom» жовтого кольору, праворуч слово «Кіно» червоного кольору. Знаходився у правому верхньому кутку. |
|         | З 9 серпня 2006 по 11 вересня 2009 року логотипом була чорна плашка з написом «Дім кіно», внизу червоний квадрат із цифрою «2». Знаходився там же. |
|         | З 12 вересня 2009 року по 31 січня 2010 року використовувався той же логотип, але у прямокутника змінилося місце розташування знаходитися внизу, а квадрат вгорі і став округленим і з чорною тінню на квадраті. Знаходився там же. |
|         | З 1 лютого 2010 по 14 листопада 2016 року логотип виглядав так: паралелограм, розділений на три чотирикутники рожевого, темно-рожевого та червоного кольорів і праворуч напис «Дім кіно» чорного кольору та в ефірі напис був сірим. Знаходився там же. З 15 листопада 2016 року до цього часу використовується той самий логотип, але він став світлим та об'ємним, а в ефірі логотип необ'ємний та напівпрозорий. Знаходиться там же. |

## Сітка мовлення

### Програми
Власні
- Вікно в кіно

### Серіали
Власні
- Третього не дано
- Паршиві вівці
- Ангели війни
- Красень
- Новорічний переполох
- Розумник
- Золото „Глорії“
- Так склалися зірки
- Гра з вогнем

Серіали інших виробництв
- Свати (1-6 сезони)
- Обережно, модерн! (транслювався з 1[7] по 27[8] січня 2017 року)
- Балабол (1-7 сезони)
- Далекобійники (1 сезон)
- Знахар (1-2 сезони)
- Останній мент (1-3 сезони)
- Бабушки в бігах (1-2 сезони)
- Єралаш (транслюється з 28 квітня 2017 року)[9]

### Мультфільми
- Три богатиря (2004—2023)
- Іван Царевич та Сірий Вовк (2011—2022)

## Закордонне мовлення
Відмінною особливістю телеканалу є його доступність не тільки в Росії та СНД, а й у тих країнах, де є велика російськомовна діаспора.  Крім СНД, де телеканал «Дом кіно» транслюється основними великими операторами платного ТБ, телеканал доступний у наступних операторів:
- США (DTH-оператор DirecTV, кабельний оператор WarnerMedia)
- Ізраїль (DTH-оператор Yes, Hot, Orange)
- Фінляндія (оператори Maxivision та LumoTV)
- Франція (оператори Bouygues Telekom, Free, SFR)
- Болгарія (оператори Megalan, SKAT, Balkan Devel Services JSC, Netera, Viora Interactiv)
- Польща (оператори EchoStar, SpTelek)
- Чехія (оператор UPC)
- Казахстан (кабельний оператор АлмаТБ)
- Кіпр (оператори Cablenet та PrimeTel)
- Азербайджан (кабельний оператор Сансар)
- Білорусь (кабельний оператор Космос-ТБ)

## Власники
Телеканал «Будинок кіно» є частиною так званої «Цифрової телеродини», що належить «Акціонерному товариству „УльтраРу”» — пакету тематичних каналів.
До 2022 року телеканал належав АТ «Перший канал». Всесвітня мережа».

## Нагороди і премії
- Національна премія «Велика Цифра—2010», номінація «Фільмовий канал» (за підсумками голосування глядачів)[13]
- «Золотий Промінь—2011», номінація «Телеканали: кіно та серіали»
- «Золотий Промінь—2012», номінація «Телеканали: кіно та серіали»
- Національна премія «Велика Цифра—2012», номінація «Фільмовий канал» (за підсумками голосування журі)[14]
- «Золотий Промінь—2014», номінація «Телеканали: кіно та серіали»[15]
- Національна премія «Велика Цифра—2015», номінація «Фільмовий канал» (за підсумками голосування глядачів)[16]
- Національна премія «Велика Цифра— 2016», номінація «Фільмовий канал» (за підсумками голосування глядачів)[17]
- Міжнародна премія «Eutelsat TV Awards — 2016», номінація Cinema («Кіно»)[18][19]